# George Stinney
George Junius Stinney Jr., né le 21 octobre 1929 à Pinewood (Caroline du Sud) et mort le 16 juin 1944 à Columbia (Caroline du Sud), est un Afro-Américain de 14 ans injustement condamné à la peine de mort pour le meurtre de deux fillettes de 8 et 11 ans qu’il n’avait pas commis en 1944. 
Il est l'un des plus jeunes justiciables injustement exécutés de l'histoire des États-Unis. En 2014, une cour de circuit annule le jugement, estimant que ses aveux ont été forcés, en violation du sixième amendement de la Constitution des États-Unis.

## Biographie
George Junius Stinney Jr. naît le 21 octobre 1929, à Pinewood, dans l'État de Caroline du Sud, aux États-Unis. Sa mère occupe un emploi dans une cantine et son père est employé dans une scierie.

### Double meurtre
Le 23 mars 1944, près de la voie ferrée qui marque la séparation entre quartiers noirs et quartiers blancs, à Alcolu, une cité ouvrière ségréguée dans le comté de Clarendon, George Stinney, adolescent noir, croise Betty June Binnicker, 11 ans, et Mary Emma Thames, 7 ans, deux fillettes blanches sorties à vélo cueillir des fleurs,. Dans la soirée, les deux enfants sont déclarées disparues. George Stinney et son père se joignent à la battue organisée pour les retrouver. Le 24 mars 1944, les cadavres de Betty Binnicker et Mary Thames sont retrouvés dans un fossé proche du lieu de résidence de la famille Stinney. Les deux enfants ont été battues à mort.

### Arrestation
Le même jour, la police locale se rend au domicile des Stinney et arrête George Stinney, reconnu dernière personne à avoir vu les deux fillettes vivantes. Sa famille, qui a interdiction de lui rendre visite, comprend qu'elle n'est plus en sécurité. Les Stinney abandonnent leur maison et fuient Alcolu,,.
Le 25 mars 1944, malgré l'absence de toute preuve matérielle, George Stinney est accusé d'homicide avec préméditation.

### Procès
Le procès a lieu le 24 avril dans le palais de justice du comté de Clarendon, en présence de 1 500 personnes. Il commence à 12 h 30 et dure trois heures, au cours desquelles l'avocat de George Stinney n'intervient à aucun moment,,. Au terme de la procédure, les membres du jury, composé de douze hommes blancs, déclarent l'adolescent coupable, après dix minutes de délibérations,. La loi de Caroline du Sud juge alors en tant qu'adulte tous ceux qui ont au moins quatorze ans,. Stinney est condamné à mort par la chaise électrique,. La NAACP et plusieurs églises locales demandent au gouverneur Olin D. Johnston (en) d'annuler l'exécution. Il s'y refuse.

### Exécution
L'exécution a lieu dans une prison à Columbia le soir du 16 juin 1944, soit moins de trois mois après le crime,. Stinney marche jusqu'à la chambre d'exécution avec un gros annuaire téléphonique ou une Bible qui fera office de siège rehausseur,. En effet, en raison de sa petite taille, il est difficile de l'attacher à la chaise. Le masque, conçu lui aussi pour un visage adulte, tombe pendant l'électrocution, exposant son visage aux témoins. Stinney est déclaré mort au bout de huit minutes,.
George Stinney est l'un des plus jeunes justiciables injustement exécutés de l'histoire des États-Unis,.

### Révision du procès
En décembre 2014, soit soixante-dix ans après l'exécution, à la suite notamment de recherches faites par un historien local, l'affaire est réexaminée lors d'un procès en annulation introduit notamment par la sœur de George Stinney. Au cours de ce procès, la juge Carmen Mullen déclare que Stinney « pourrait bien avoir commis ce crime » (« may well have committed this crime ») mais que sa décision porterait sur la question de savoir s'il avait bénéficié d'un procès équitable. Pointant les multiples anomalies du procès et estimant que ses aveux avaient probablement été forcés et étaient irrecevables, la juge Mullen annule le jugement ayant condamné George Stinney, estimant que ses droits avaient été bafoués lors de son procès et qu'il n'avait pas pu avoir une défense équitable. Elle conclut également que l'exécution d'un garçon de quatorze ans constitue une « peine cruelle et inhabituelle » et que son avocat « ni ne l'avait appelé à témoigner, ni n'avait préservé ses droits d'appel ».
Un article de The Guardian met en lumière le caractère expéditif de son procès et des conditions dans lesquelles ses aveux furent obtenus, alors que rien ne permettait de l'inculper du meurtre des deux fillettes.
Les membres de la famille de Betty Binnicker et Mary Thames expriment leur déception face à la décision du tribunal. Bien qu'ils désapprouvent l'exécution de Stinney à l'âge de 14 ans, ils n'ont jamais douté de sa culpabilité, malgré la confession de culpabilité d'un tiers sur son lit de mort, laquelle n'a jamais été étayée selon eux.

## Postérité
L'affaire George Stinney est la source d'inspiration de plusieurs œuvres littéraires. En 1988, David Stout publie Carolina Skeletons. Pour ce livre, l'écrivain américain remporte le prix Edgar-Allan-Poe du meilleur premier roman. Une adaptation cinématographique, réalisée par John Erman, sort en 1991 : Carolina Skeletons (Un coupable idéal). Kenny Blank y joue le rôle de Linus Bragg, le personnage inspiré par Stinney,. 
En 1999, le film La Ligne verte de Frank Darabont présente des similitudes avec l'affaire George Stinney. John Coffey, l'un des personnages du long métrage, est notamment désigné à tort coupable du meurtre de deux fillettes blanches,.
En 2017, paraît Joe Steanay de Georges Cocks puis, en 2020, Florence Cadier publie Né coupable. Les deux romans retracent l'affaire,. En 2022, dans Missié, Christophe Léon redonne vie à George Junius Stinney Jr., sous le nom de Martin Julius Crow Jr., en référence aux lois Jim Crow, maintenues dans les États du sud, de 1877 à 1964, afin d'empêcher les Afro-Américains d'exercer leurs droits.